# Veia perfurante
Veia perfurante é uma veia que drena o sangue do sistema venoso superficial para o profundo. Chama-se perfurante porque perfura a aponeurose, dirigindo-se da superfície para a profundidade. Existem muitas veias perfurantes ao longo do trajecto das veias safenas, magna e parva. Algumas por serem mais constantes foram descritas e têm os nomes de quem as descreveu pela primeira vez: são elas as perfurantes de Cockett superior, média e inferior situadas a nível da perna, a perfurante de Boyd, situada junto da face interna do joelho, a perfurante de Dodd situada aproximadamente a nível do 1/3 médio da coxa.
Desempenham um papel preponderante na drenagem do sistema venoso e são utilizadas como pontos de drenagem no tratamento das varizes pelo método conservador, a cura CHIVA. 
Por vezes, após uma contracção muscular brusca, como acontece em alguns desportos, pode haver ruptura da válvula da uma perfurante com inversão da direcção do fluxo  venoso e aparecimento de varizes na zona da perfurante - situação também chamada de "forçagem valvular".